# 白河線
白河線，為位於臺灣台南市後壁區烏樹林車站與同市白河區間，由臺灣糖業股份有限公司新營總廠烏樹林糖廠及經營之輕便鐵路，今既廢止。

## 簡介
白河線在戰後方成為營業線，係由新東線中途之烏樹林車站岔出、可謂其支線，全長僅5.6公里。

## 路線資料
- 經營管轄：臺灣糖業股份有限公司
- 路線距離：烏樹林＝白河間5.6km
- 軌距：762mm
- 曾設立車站數：4
- 雙線區間：全線單線
- 電化區間：無

## 車站一覽
烏樹林 - 東農 - 頂秀祐 - 白河

## 接續路線
- 烏樹林車站：烏樹林線

## 歷史
- 1946年12月：現今烏樹林站房竣工。同年白河客運線開辦。烏樹林成為新營、東山、白河三地輻輳[1]。
- 1951年10月1日：增設東農車站。
- 1974年：旅客業務廢止。

## 保存情況
- 僅烏樹林附近一小段仍存在。
- 其餘部份均已拆除殆盡，車站亦不可尋。